# 世羅警察署
世羅警察署（せらけいさつしょ）は広島県世羅郡世羅町にある広島県警察が管轄する警察署の一つである。

## 所在地
- 広島県世羅郡世羅町西上原427番地1

## 管轄区域
- 世羅郡世羅町全域

## 沿革
- 1874年5月世羅郡津口村に世羅・三谿両郡を管轄する邏卒出張所が設置される。
- 1876年4月世羅郡域は尾道出張所の管轄に変更され、甲山に屯所、津口に分屯所がそれぞれ設置される。
- 1877年2月甲山屯所が尾道警察署甲山分署に改組する。
- 1886年10月甲山警察署に改組する。
- 1948年1月甲山警察署が廃止され、国家地方警察世羅地区警察署に改組される。
- 1954年7月国家地方警察世羅地区警察署が廃止され、甲山警察署に改組される。
- 2007年4月1日 世羅警察署に改称。

## 警察署直轄区域
（）内は所在地。
- 世羅郡世羅町のうち青山、井折、小世良（京楽を除く）、甲山、三郎丸、寺町、西上原、西神崎、東神崎、堀越、本郷

## 駐在所
（）内は所在地。
- 宇津戸駐在所（世羅郡世羅町宇津戸）
  - 世羅郡世羅町のうち宇津戸、小世良（京楽）、川尻、東上原
- 大見駐在所（世羅郡世羅町安田）
  - 世羅郡世羅町のうち黒渕、津口、徳市、戸張、安田
- 小国駐在所（世羅郡世羅町小国）
  - 世羅郡世羅町のうち小国、黒川（後山家、敷名谷、下陰地、拝谷、三日市、矢通知、横路谷を除く）、山中福田、吉原
- 津名駐在所（世羅郡世羅町上津田）
  - 世羅郡世羅町のうち上津田、黒川（後山家、敷名谷、下陰地、拝谷、三日市、矢通知、横路谷）、下津田、中、長田
- 西大田駐在所（世羅郡世羅町賀茂）
  - 世羅郡世羅町のうち青水、賀茂、京丸、重永、田打、中原
- 三川駐在所（世羅郡世羅町伊尾）
  - 世羅郡世羅町のうち青近、赤屋、伊尾、小谷、別迫